# Parosphromenus tweediei
Паросфромен Твіді (Parosphromenus tweediei) — тропічний прісноводний вид риб з родини осфронемових (Osphronemidae), підродина макроподових (Macropodusinae).
Вид був описаний 2005 року разом із п'ятьма іншими видами паросфроменів з Півострівної Малайзії, Суматри та Калімантану, які раніше ідентифікувалися як P. deissneri. Їх розрізняють деталі забарвлення та формули променів спинного й анального плавців. Паросфромен Твіді належить до так званої групи Parosphromenus harvey (серед інших до її складу входять P. harveyi, P. tweedei, P. bintan, P. rubrimontis, P. alfredi), яка вражає своєю однорідністю, диференціація цих видів є складною й суперечливою.
Паросфромен Твіді отримав назву на честь Майкла Твіді (англ. Michael W. F. Tweedie, 1907—1993), вченого-іхтіолога, колишнього директора Національного музею Сінгапуру; серія його публікацій у 1950-х роках була надзвичайно корисною з точки зору вивчення малайських прісноводних риб.
В акваріумах вид був відомий задовго до появи його наукового опису. На думку М. Коттела (фр. M. Kottelat), саме про цей вид ідеться в старій акваріумній літературі, коли згадується P. «deissneri» із Західної Малайзії. Швидше за все, P. «deissneri», з яким на початку 1970-х років проводив свої експерименти В. Фьорш (нім. W. Försch), насправді був саме Parosphromenus tweediei. Ці експерименти лягли в основу методики утримання й розведення паросфроменів в умовах акваріума.

## Опис
Максимальна загальна довжина становить 4 см. У спинному плавці 10-12 твердих і 6-7 м'яких променів (всього 17-19), в анальному 10-12 твердих і 9-13 м'яких (всього 21 -23). Спинний плавець, як правило, трохи загострений (у самців більше, ніж у самок), але не дуже довгий. Хвостовий плавець округлий, черевні з довгими нитками.
Смугастий малюнок на тілі складається з чорних та жовтих горизонтальних смуг, що чергуються. Голова та горло чорні.
Самці виглядають барвистішими за самок завдяки забарвленню плавців, особливо яскравими вони стають під час нересту. Непарні плавці (спинний, анальний та хвостовий) чорні біля тіла та по краю, червоні посередині, мають білу облямівку. Чорна та червона смуги іноді розділені вузькою блакитною лінією, а в деяких випадках цілі частини червоної смуги можуть бути синіми або блакитними, особливо на спинному та анальному плавцях. На задньому нижньому краю спинного плавця іноді присутня невеличка червона пляма. Черевні плавці сині або блакитні з чорними нитками. Грудні плавці безбарвні. Серед усіх представників роду самці паросфромена Твіді мають найбільше червоного забарвлення на плавцях.
У самок плавці, як правило, прозорі, лише трохи коричнюваті, вони не мають червоних або синіх смуг. Під час нересту самки втрачають більшу частину свого забарвлення й стають блідими. Домінантні самки, особливо в невеликих групах, за відсутності самців можуть мати забарвлення, подібне до забарвлення самців.
Parosphromenus tweediei можна відрізнити від інших паросфроменів за характерним забарвленням плавців, але через варіативність кольорів існує певний ризик сплутати паросфромена Твіді з іншими видами, що мають червоні барви на плавцях. Самки ж цього виду дуже схожі із самками інших круглохвостих паросфроменів.

## Поширення
Вид обмежується кількома місцевостями в західній частині штату Джохор на південному заході Півострівної Малайзії. В минулому ці риби зустрічалися також далі на північ, у штаті Малакка, але ці популяції більше не існують через руйнування середовищ існування. Те саме стосується й популяцій з деяких районів штату Джохор. Тепер відомо лише 3 місцевості, де мешкає паросфромен Твіді. Орієнтовна площа, на якій водиться вид, становить 32 км², а загальний ареал — 865 км².
Більшість місць існування паросфромена Твіді була втрачена через антропогенну діяльність: вирубування лісів, рекультивація земель для ведення сільського господарства, розвиток міст та промисловості. Жодне із середовищ існування не лишилося незайманим. Вид можна зустріти лише в залишкових і сильно деградованих водоймах, наприклад, в меліоративних канавах, що живляться від реліктових чорноводних джерел і протікають серед плантацій олійної пальми. Загроза існуванню паросфромена Твіді дуже висока, існує оцінка, що до 2050 року вид зникне в дикій природі через втрату середовищ існування.
Стенотопний мешканець чорноводних водойм, пов'язаних з торфовими болотними лісами. Риб ловили в невеликих затінених струмках на глибині від 1,0 до 1,5 метри серед густої рослинності. В районі Понтіана (малай. Pontian) була виміряна кислотність води, показник pH становив 4,0.

## Біологія
Паросфромен Твіді в природі харчується крихітними водними безхребетними.
Батьківське піклування полягає в будівництві гнізда з піни. Зазвичай риби нерестяться в невеликих печерах або серед шару листя, що лежить на дні. На час нересту паросфромени утворюють тимчасові пари. Самець залицяється головою донизу або в горизонтальній позиції. Ікру відкладають порціями під час серії обіймів, коли самець обгортає самку своїм тілом. Кладка містить від 50 до 80 ікринок. За нею доглядає самець.

## Утримання в акваріумі
Паросфромени Твіді (під назвою Parosphromenus «deissneri») були завезені до Німеччини на початку 1970-х років, коли їх було ще багато в дикій природі. В. Фьорш успішно розвів їх, і потомство цих риб поширилось в акваріумах. Публікація Фьорша 1974 р., присвячена цьому Parosphromenus «deissneri», стала класичним посібником з утримання й розведення паросфроменів. Паросфромени Твіді й надалі епізодично імпортувалися до середини 1990-х років, але в останні роки вид взагалі не спостерігається в торгівлі акваріумними рибами.
Паросфромен Твіді — один з найпривабливіших представників роду. Успіх його утримання вимагає суворого дотримання основних принципів догляду, особливо параметрів води. Найкраще тримати риб групою з 6-10 екземплярів. Для цього потрібен акваріум місткістю близько 30 л. Рибки дуже лякливі, тому вони повинні мати схованки (печери, корчі, каміння, місцями зарості рослин), освітлення має бути розсіяним. Дно вкривають листям бука або дуба. Рекомендовані параметри води для утримання паросфромена Твіді: 23-26 °C, dH до 20°, pH 6-7,5. Для розведення потрібна м'яка кисла вода (dH до 4°, pH 5-6,5).
Корм живий, годують риб циклопами, дрібними личинками комарів, гриндалем. Риби важко звикають до нерухомого корму.
Статева зрілість настає в 7 місяців. Нерест парний, може відбуватися в спільному акваріумі або в окремому нерестовищі. Самці під час нересту займають невелику територію біля ґрунту.

## Відео
- Parosphromenus tweediei на YouTube by The Parosphromenus Project